# Ньюпорт (Орегон)
Нью́порт (англ. Newport) — город в округе Линкольн в штате Орегон (США), центр округа.
Город на Тихоокеанском побережье и поэтому здесь расположены аквариум Oregon Coast Aquarium (где некоторое время жил кит Кейко из фильма «Освободите Вилли»), Морской научный центр Хэтфилд (англ. Hatfield Marine Science Center), маяк Йакина (англ. Yaquina Head Light, самый высокий маяк штата Орегон).

## Климат
В Ньюпорте мягкий климат, влажная погода в течение всего года с увеличением выпадения осадков в зимний период.
В октябре 1962 года, порывы ветра в Ньюпорте достигали 222 км/ч (до того как анемометр перестал работать). Это произошло во время шторма Дня Колумба (англ. Columbus Day Windstorm).
В декабре 1964 года, Ньюпорт был подтоплен необычайно сильным ливнем, тогда выпало 530 мм осадков.
В январе 1950 года в Ньюпорте выпало рекордное количество снега — 15 см в течение месяца, при обычной норме в 4 см.
| Показатель                                                                              | Янв. | Фев. | Март  | Апр. | Май  | Июнь | Июль | Авг. | Сен. | Окт.  | Нояб. | Дек.  | Год  |
| --------------------------------------------------------------------------------------- | ---- | ---- | ----- | ---- | ---- | ---- | ---- | ---- | ---- | ----- | ----- | ----- | ---- |
| Абсолютный максимум, °C                                                                 | 21   | 25   | 23    | 28   | 32   | 33   | 38   | 33   | 36   | 34    | 26    | 21    | 38   |
| Средний суточный максимум, °C                                                           | 10   | 11   | 12    | 13   | 15   | 17   | 18   | 18   | 18   | 16    | 13    | 11    | 14,3 |
| Средний суточный минимум, °C                                                            | 3    | 4    | 4     | 5    | 7    | 9    | 10   | 11   | 9    | 8     | 6     | 4     | 6,7  |
| Абсолютный минимум, °C                                                                  | −16  | −11  | −3    | −5   | 0    | 1    | 1    | 3    | 0    | −4    | −8    | −17   | −17  |
| Норма осадков, мм                                                                       | 270  | 206  | 208,5 | 125  | 88,6 | 68,3 | 25,1 | 31,8 | 66,5 | 137,9 | 276,1 | 299,2 | 1803 |
| Источник: The Climate of Oregon (1961–90) и Western Regional Climate Center (1931–2005) |      |      |       |      |      |      |      |      |      |       |       |       |      |

## География
Согласно данным Бюро переписи населения США город имеет общую площадь 27,43 км² из которых 23,44 км² земли 3,99 км² вода.

## Демография
По состоянию на 2010 год по данным переписи населения США численность населения составляла 9989 человека. На 2013 год по оценке население составило 10117 человек.
Согласно данным переписи 2010 года насчитывалось 4354 домашних хозяйства и 2479 семей проживающих в городе. Плотность населения 1104 человека на км². Расовый состав: 84,1 % белые, 1,6 % азиаты, 0,6 % чернокожие, 2,1 % коренных американцев, 0,2 % гавайцев или выходцев с островов Океании, 7,5 % другие расы, 3,9 % потомки двух и более рас.
Средний возраст населения — около 43 лет. Порядка 20 % жителей были моложе 18 лет, 8 % были в возрасте от 18 до 24 лет, 24 % были от 25 до 44 лет, 29 % были от 45 до 64 лет и 19 % были в возрасте 65 лет или старше. Гендерный состав города было 49,1 % мужчин и 50,9 % женщин.

## Экономика
В городе расположена пивоваренная компания Rogue Ales.
В августе 2011 года Национальное управление океанических и атмосферных исследований перевело свою базу для научно-исследовательских судов из Сиэтла в Ньюпорт. На базе трудятся около 110 морских офицеров, также около 175 сотрудников. База обслуживает четыре судна.

## Города-побратимы
Ньюпорт имеет город-побратим по версии Sister Cities International.
- Момбецу, Япония